# Cantone di Santa Bárbara
Il cantone di Santa Bárbara è un cantone della Costa Rica facente parte della provincia di Heredia.

## Geografia antropica

### Suddivisioni amministrative
Il cantone  è suddiviso in 6 distretti:
- Jesús
- Purabá
- San Juan
- San Pedro
- Santa Bárbara
- Santo Domingo